# Modern Talking
Modern Talking (з англ. «Сучасна розмова») — німецький музичний дует, що виконував танцювальну музику в стилі диско. Створений у 1984 році. Наприкінці свого існування дует розвився в комерційно найуспішнішу німецьку попформацію. У другій половині 1980-х років гурт Modern Talking був одним із найпопулярніших у світі.

## Історія
Дует заснований у 1984 році продюсером і музикантом Д. Г. Боленом. Після довгих пошуків вокаліста він обрав Бернда Вайдунга (нім. Bernd Weidung), який взяв псевдонім Томас Андерс. Вже перший сингл «You're My Heart, You're My Soul» (1984) став хітом. Наступні сингли теж мали величезний успіх не тільки в Німеччині, але й по всій Європі, а також в Японії. До 1987 року дует продав 60 мільйонів дисків.
Восени 1987 дует припинив діяльність. Головним приводом стала тодішня дружина Томаса, Нора, яка втручалася у справи гурту і дезорганізовувала його діяльність. Дітер Болен заснував власний проект Blue System і випустив із ним 13 дисків, також компонував для різних виконавців, однак не мав значного успіху.
В 1998 колектив відновив свою діяльність, випустивши диск Back For Good, що містив нові версії німецьких хітів, а також 4 оригінальні композиції. Цей диск розповсюдився в накладі 10 мільйонів примірників. Наступні альбоми також мали значний успіх.
Останній концерт гурту відбувся 21 червня 2003 в Берліні, після чого колектив припинив діяльність. Обидва члени колективу наразі займаються сольною кар'єрою, а Дітер Болен також компонує продукцію для інших виконавців.

## Музичний стиль
Стиль пісень 80-х років — євродиско. Переважали прості, але живі і мелодійні пісні та ритми з текстами англійською мовою. Стиль більшості пісень 1998—2003-х років — європоп.
Те, що відрізняло Modern Talking від інших виконавців того ж стилю і, можливо, те, завдяки чому вони досягли такої популярності:
- Легко впізнаваний тембр голосу Томаса Андерса (що нечасто зустрічається в диско-музиці).
- Незвичайна гармонія: незвичайні послідовності акордів, невикористання в мінорі мажорної домінанти, тобто ігнорування гармонічного мінору. Це було нове, до того ж «традиційні» гармонії в поп-музиці у той час неабияк набридли. (Інший приклад використання незвичайних послідовностей акордів в поп-музиці у той час — Depeche Mode).
- Незвичайний формат пісень: вступ — куплет — «перший» приспів (співав Андерс) — «другий» приспів (співав Дітер Болен фальцетом з бек-вокалістами).

## Цікаві факти

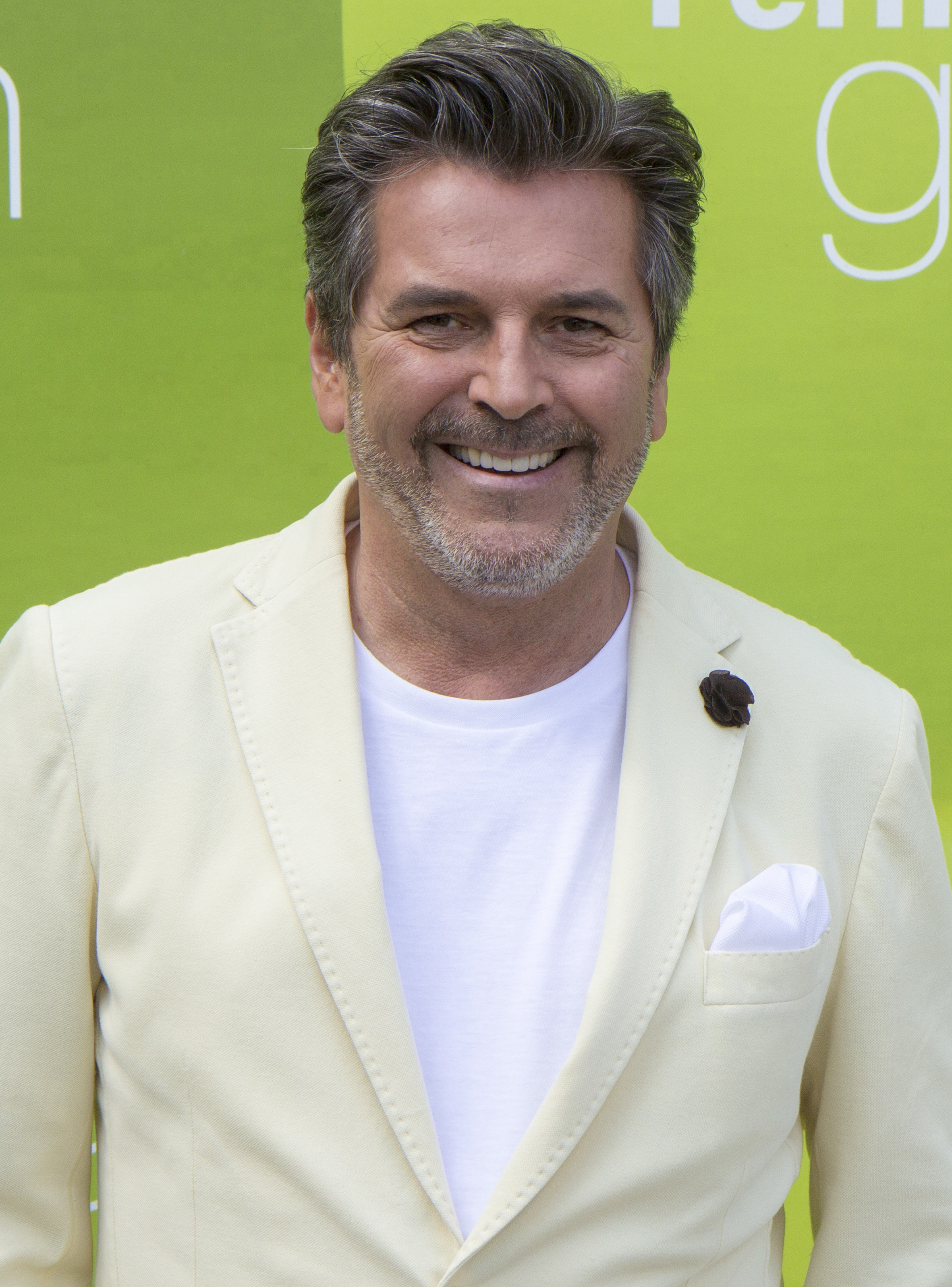
Томас Андерс 5 травня 2019

- Томас Андерс 5 травня 2019Перший хіт гурту «You're My Heart, You're My Soul» в 1985 році досяг першого місця в чартах кількох країн (серед них Бельгія[3], Німеччина[4], Австрія[5] і Швейцарія[6]).
- Їхній хіт «Cheri, Cheri Lady» досяг першого місця в декількох країнах, включаючи Німеччину, Австрію, Норвегію, Швейцарію, Бельгію.
- Їхній хіт «Brother Louie» також досяг першого місця в ряді країн. Він був у чарті Великої Британії 8 тижнів і досяг четвертого місця.
- Їхній рекорд — п'ять синглів № 1 (у Німеччині) і 4 мультиплатинових альбоми поспіль — не побитий досі.
- У 1988 році продажі Modern Talking сягли 85 мільйонів копій.

## Дискографія
- 1984-1987 роки
  - «The 1st Album» (1985)

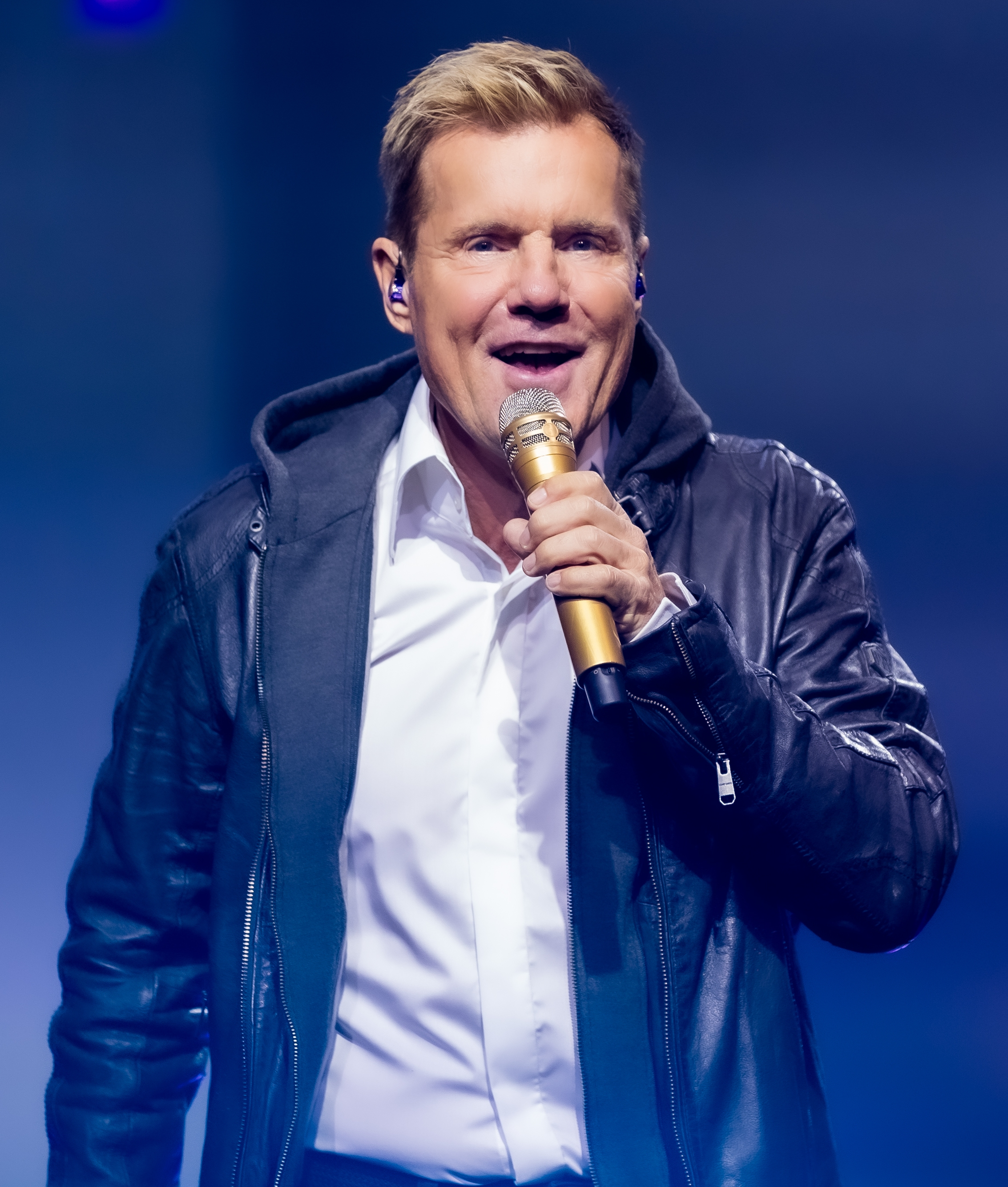
Дітер Болен 2019рік

    - Дітер Болен 2019рік«You're My Heart, You're My Soul» (сингл, 1984)
    - «You Can Win If You Want» (сингл, 1985)

  - «Let's Talk About Love» (1985)
    - «Cheri Cheri Lady» (сингл, 1985)

  - «Ready For Romance» (1986)
    - «Brother Louie» (сингл, 1986)
    - «Atlantis Is Calling» (сингл, 1986)

  - «In The Middle Of Nowhere» (1986)
    - «Geronimo's Cadillac» (сингл, 1986)
    - «Give Me Peace On Earth» (сингл, 1986)

  - «Romantic Warriors» (1987)
    - «Jet Airliner» (сингл, 1987)

  - «In The Garden Of Venus» (1987)
    - «In 100 Years» (сингл, 1987)
- 1998—2003 роки
  - «Back For Good» (1998)
    - «You're My Heart, You're My Soul '98» (сингл, 1998)
    - «Brother Louie '98» (сингл, 1998)
    - «Space Mix + We Take The Chance» (сингл, 1998)

  - «Alone» (1999)
    - «You Are Not Alone» (сингл, 1999)
    - «Sexy Sexy Lover» (сингл, 1999)

  - «Year Of The Dragon» (2000)
    - «China In Her Eyes» (сингл, 2000)
    - «Don't Take Away My Heart» (сингл, 2000)

  - «America» (2001)
    - «Win The Race» (сингл, 2001)
    - «Last Exit To Brooklyn» (сингл, 2001)

  - «Victory» (2002)
    - «Ready For The Victory» (сингл, 2002)
    - «Juliet» (сингл, 2002)

  - «Universe» (2003)
    - «TV Makes The Superstar» (сингл, 2003)

  - «The Final Album»— The Ultimate Best Of Modern Talking (2003).

## Аудіо
- «Youre My Heart, Youre My Soul» (1998)ⓘ (фрагмент)
- «Cheri Cheri Lady» (1985)ⓘ (фрагмент)